# Třída Barnegat
Třída Barnegat byla třída nosičů hydroplánů Námořnictva Spojených států amerických. Celkem bylo postaveno 35 jednotek této třídy. Plavidla se mimo jiné účastnila druhé světové války a vietnamské války. Celkem 18 jich bylo později přestavěno na kutry americké pobřežní stráže třídy Casco. Zahraničními uživateli třídy se staly Jižní Vietnam, Filipíny, Vietnam, Itálie, Norsko, Etiopie a Řecko.

## Stavba
Mateřské lodě hydroplánů této třídy byly určeny ke službě v rozsáhlých prostorách Pacifiku.
Jednotky třídy Barnegat:
| Jméno                               | Spuštěna na vodu | Vstup do služby   | Status |
| ----------------------------------- | ---------------- | ----------------- | --- |
| USS Barnegat (AVP-10, AGC-18)       | 1941             | 3. července 1941  | Vyřazena 1946, 1962 prodána do Řecka jako civilní loď MV Kentavros, sešrotována 1986. |
| USS Biscayne (AVP-11)               | 1941             | 3. července 1941  | Od 10. října 1944 velitelská loď obojživelných výsadkových sil (AGC-18), 1946 převedena k pobřežní stráži, od 8. června 1949 kutr USCGC Dexter (WAGC-18, později WAVP-385 a WHEC-385), vyřazen 1968, potopen jako cvičný cíl. |
| USS Casco (AVP-12)                  | 1941             | 27. prosince 1941 | Vyřazen 1947, od 19. dubna 1949 kutr pobřežní stráže USCGC Casco (WAVP-370, později WHEC-370), vyřazen 1968, potopen jako cvičný cíl. |
| USS Mackinac (AVP-13)               | 1941             | 24. ledna 1942    | Vyřazen 1947, od 19. dubna 1949 kutr pobřežní stráže USCGC Mackinac (WAVP-371, později WHEC-371), vyřazen 1967, potopen jako cvičný cíl. |
| USS Humboldt (AVP-21)               | 1941             | 7. října 1941     | V roce 1945 reklasifikován novinářskou loď (AG-121), přestavba zrušena, od 29. března 1949 kutr pobřežní stráže USCGC Humboldt (WAVP-372, později WHEC-372), vyřazen 1969, sešrotován. |
| USS Matagorda (AVP-22)              | 1941             | 16. prosince 1941 | V roce 1945 reklasifikován novinářskou loď (AG-122), přestavba zrušena, od roku 1949 kutr pobřežní stráže USCGC Matagorda (WAVP-373, později WHEC-373), vyřazen 1968, potopen jako cvičný cíl. |
| USS Absecon (AVP-23)                | 1942             | 28. ledna 1943    | Vyřazen 1947, od května 1949 kutr pobřežní stráže USCGC Absecon (WAVP-374, později WHEC-374), vyřazen 1972, od 15. června 1972 jihovietanmská loď Phạm Ngũ Lão (HQ-15), roku 1975 ukořistěna a zařazena jako severovietnamská loď Phạm Ngũ Lão (HQ-01). |
| USS Chincoteague (AVP-24)           | 1942             | 12. dubna 1943    | Vyřazen 1946, od 7. března 1949 kutr pobřežní stráže USCGC Chincoteague (WAVP-375), později WHEC-375), vyřazen 1972, od 21. června 1972 jihovietnamská loď Lý Thường Kiệt (HQ-16), roku 1975 unikla na Filipíny, provozována filipínským námořnictvem jako Andres Bonifacto (PF-7).                                                                              |
| USS Coos Bay (AVP-25)               | 1942             | 16. května 1943   | Vyřazena 1946, od 4. května 1949 kutr pobřežní stráže USCGC Coos Bay (WAVP-376, později WHEC-376), vyřazena 1967, potopena jako cvičný cíl. |
| USS Half Moon (AVP-26)              | 1942             | 15. června 1943   | Vyřazena 1946, od 30. července 1948 kutr pobřežní stráže USCGC Half Moon (WAVP-378), později WHEC-378), vyřazena 1969, sešrotována. |
| USS Mobjack (AGP-7, ex-AVP-27)      | 1942             | 11. března 1943   | Dokončen jako mateřská loď torpédových člunů USS Mobjack (AGP-7), vyřazen 1946, v 1946–1956 provozován organizací Department of Commerce, Coast and Geodetic Survey jako USC&GSS Pioneer (OSS-31), sešrotován. |
| USS Oyster Bay (AGP-6, ex-AVP-28)   | 1942             | 1. května 1943    | Dokončen jako mateřská loď torpédových člunů USS Oyster Bay (AGP-6), vyřazen 1946, od 23. října 1957 provozován italským námořnictvem jako Pietro Cavezzale (A5301), vyřazen 1993, sešrotován. |
| USS Rockaway (AVP-29)               | 1942             | 6. ledna 1943     | V roce 1945 reklasifikován novinářskou loď (AG-123), přestavba zrušena, od 24. prosince 1948 hydrografická loď pobřežní stráže USCGC Rockaway (WAGO-37), později WHEC-377 a WOLE-377), vyřazen 1972, sešrotován. |
| USS San Pablo (AVP-30)              | 1942             | 15. března 1943   | Vyřazen 1947, reaktivován 1948 jako USS San Pablo (AGS-30), vyřazen 1969. |
| USS Unimak (AVP-31)                 | 1942             | 31. prosince 1943 | Vyřazen 1946, od roku 1948 kutr pobřežní stráže USCGC Unimak (WAVP-379, později WHEC-379, WTR-379 a WHEC-379), vyřazen 1988. |
| USS Yakutat (AVP-32)                | 1943             | 31. března 1944   | Vyřazen 1946, od 23. listopadu 1948 kutr pobřežní stráže USCGC Yakutat (WAVP-380), později WHEC-380), vyřazen 1970, od 10. ledna 1971 jihovietnamská loď Trần Nhật Duật (HQ-3), roku 1975 unikla na Filipíny, využita na náhradní díly. |
| USS Barataria (AVP-33)              | 1943             | 13. srpna 1944    | Vyřazen 1946, od 1. srpna 1949 kutr pobřežní stráže USCGC Barataria (WAVP-381, později WHEC-381), vyřazen 1969, sešrotován. |
| USS Bering Strait (AVP-34)          | 1944             | 19. července 1944 | Vyřazen 1946, od 14. září 1948 kutr pobřežní stráže USCGC Bering Strait (WAVP-382), později WHEC-382), od 1. ledna 1971 jihovietnamská loď Trần Quang Khải (HQ-2), od dubna 1976 provozována filipínským námořnictvem jako Diego Silang (PF-9). |
| USS Castle Rock (AVP-35)            | 1944             | 8. října 1944     | Vyřazen 1946, od 18. prosince 1948 kutr pobřežní stráže USCGC Castle Rock (WAVP-383, později WHEC-383), vyřazen 1971, poté jihovietnamská loď Trần Bình Trọng (HQ-5), roku 1975 unikla na Filipíny, provozována filipínským námořnictvem jako Francisco Dagahoy (PF-10).                                                                                         |
| USS Cook Inlet (AVP-36)             | 1944             | 5. listopadu 1944 | Vyřazen 1946, od 15. ledna 1949 kutr pobřežní stráže USCGC Cook Inlet (WAVP-384), později WHEC-384), vyřazen 1971, poté jihovietnamská loď Trần Quốc Toản (HQ-6), roku 1975 unikla na Filipíny, použita na náhradní díly. |
| USS Corson (AVP-37)                 | 1944             | 3. prosince 1944  | Vyřazen 1956, sešrotován. |
| USS Duxbury Bay (AVP-38)            | 1944             | 31. prosince 1944 | Vyřazen 1966, sešrotován. |
| USS Gardiners Bay (AVP-39)          | 1944             | 11. února 1945    | Vyřazen 1958, provozován Norskem jako Haaken VII (A537), vyřazen 1974, sešrotován. |
| USS Floyds Bay (AVP-40)             | 1945             | 26. března 1945   | Vyřazena 1960. |
| USS Greenwich Bay (AVP-41)          | 1945             | 20. května 1945   | Vyřazena 1966, sešrotována. |
| USS Hatteras (AVP-42)               | –                | –                 | Stavba zrušena roku 1943 před založením kýlu. |
| USS Hempstead (AVP-43)              | –                | –                 | Stavba zrušena roku 1943 před založením kýlu. |
| USS Kamishak (AVP-44)               | –                | –                 | Stavba zrušena roku 1943 před založením kýlu. |
| USS Magothy (AVP-45)                | –                | –                 | Stavba zrušena roku 1943 před založením kýlu. |
| USS Matanzas (AVP-46)               | –                | –                 | Stavba zrušena roku 1943 před založením kýlu. |
| USS Metomkin (AVP-47)               | –                | –                 | Stavba zrušena roku 1943 před založením kýlu. |
| USS Onslow (AVP-48)                 | 1942             | 22. prosince 1943 | Vyřazena 1960. |
| USS Orca (AVP-49)                   | 1942             | 23. ledna 1944    | Vyřazena 1960, 1962 zapůjčena etiopskému námořnictvu jako Ethiopia (A 01), po vzniku Eritreje loď unikla do Jemenu, kde byla pravděpodobně sešrotována. |
| USS Rehoboth (AVP-50)               | 1942             | 23. února 1944    | Vyřazena 1970, sešrotována. |
| USS San Carlos (AVP-51)             | 1942             | 21. března 1944   | Vyřazena 1947, po přestavbě na hydrografickou výzkumnou loď od 15. prosince 1958 sloužila jako USNS Josiah Willard Gibbs (T-AGOR-1), vyřazena 1971, prodána Řecku jako Hephaistas (A413). |
| USS Shelikof (AVP-52)               | 1943             | 17. dubna 1944    | Vyřazena 1954, prodána do Řecka a přestavěna na pasažérskou loď. Sloužila jako MV Myconos (1964), MV Artemis (1973), MV Artemis K (1974) a MV Golden Princess (1979). V lednu 1981 poblíž přístavu Perama potopila v bouři. |
| USS Suisun (AVP-53)                 | 1943             | 13. září 1943     | Vyřazena 1955, potopena jako cvičný cíl. |
| USS Timbalier (AVP-54)              | 1943             | 24. května 1946   | Vyřazena 1954, 1960 prodána do Řecka a přestavěna na pasažérskou loď MV Rodos, sešrotována 1989. |
| USS Valcour (AVP-55)                | 1943             | 5. července 1946  | Od roku 1965 pomocná velitelská loď (AGF-1), vyřazena 1973, sešrotována. |
| USS Wachapreague (AGP-8, ex-AVP-56) | 1943             | 17. května 1944   | Dokončen jako mateřská loď torpédových člunů USS Mobjack (AGP-8), vyřazen 1946, od 25. listopadu 1946 kutr pobřežní stráže USCGC McCulloch (WAVP-386, později WHEC-386), vyřazen 1972, od 21. června 1972 jihovietnamská loď Ngô Quyền (HQ-17), roku 1975 unikla na Filipíny, provozována filipínským námořnictvem jako Gregorio de Pilar (PS-8), vyřazena 1985. |
| USS Willoughby (AGP-9, ex-AVP-57)   | 1943             | 18. června 1944   | Dokončen jako mateřská loď torpédových člunů USS Willoughby (AGP-9), vyřazen 1946, od 1. prosince 1947 kutr pobřežní stráže USCGC Gresham (WAVP-387, později WHEC-387 a WAGW-387), vyřazen 1973, sešrotován. |

## Konstrukce

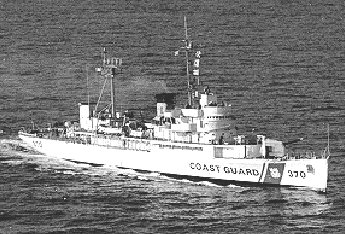
Kutr pobřežní stráže USCGC Casco (WHEC-370)

### TřídaBarnegat
Pohonný systém tvořily dva diesly, pohánějící dva lodní šrouby.

### TřídaCasco
Osmnáct plavidel bylo přestavěno na kutry a v letech 1948–1949 zařazeno do americké pobřežní stráže. Novou výzbroj tvořil jeden 127mm kanón, dva 40mm kanóny Bofors, jeden vrhač hlubinných pum Hedgehog a čtyři vrhače hlubinných pum. V 60. letech plavidla dostala trojhlavňový 324mm protiponorkový torpédomet. Většina plavidel byla používána pro meteorologickou službu, a proto byly vybaveny hangárem a prošinou pro vypouštění meteorologických balónů.

## Operační služba
Americká plavidla této třídy byla nasazena v druhé světové válce, korejské válce a vietnamské válce.